# Tordrillo-hegység
A Tordrillo-hegység egy rétegvulkánt is magába foglaló hegyvonulat Alaszkában. A hegység Anchorage-tól 120 km-re nyugat-északnyugatra fekszik. A hegység közel 100 km hosszú és 56 km széles. Délen a Chigmit-hegység, az Aleut-hegylánc legészakibb nyúlványa határolja. A Tordrillo-hegységet szokták az Aleut-hegylánchoz sorolni, de hivatalosan nem oda tartozik.
A legmagasabb pontja a Mount Torbert (3479 m). Ez tiszta időben látható Anchorage-ból. A hegy tetejét örök hó és jég borítja. A hegység északi lejtőin összegyűlt csapadék táplálja a Skwentna-folyót, a déli lejtők olvadó gleccserei a Chakachamna-folyóba és a Chakachamna-tóba torkollnak. A hegység nagyobb része vulkanikus, de a legmagasabb pontja nem vulkáni eredetű.
A legdélibb csúcsa (Mount Spurr), egy tűzhányó, legutóbb 1992-ben tört ki. A hegy nagyobb részt gleccserrel borított, mely részben a közeli Cook Inletnek köszönhető.
Annak ellenére, hogy közelben van Anchorage, a hegység és környéke nem jelentős rekreációs terület és hegymászók sem kedvelik. A Mount Spurr kráterét az Alaszkai Vulkánmegfigyelő Állomás (Alaska Volcano Observatory) szakemberei látogatják és folyamatos mérésekkel figyelemmel kísérik.

## A Tordrillo-hegység nevezetes csúcsai
- Mount Torbert (3479 m)
- Mount Gerdine (3431 m)
- Mount Spurr (3374 m)
- Hayes tűzhányó (2788 m)[1]
- Crater Peak (2309 m)

## Témához kapcsolódó szócikkek az interneten
- http://www.avo.alaska.edu/volcanoes/cook_inlet.php Archiválva 2007. február 2-i dátummal a Wayback Machine-ben